# Tchécoslovaquie aux Jeux olympiques d'hiver de 1992
La Tchécoslovaquie participe aux Jeux olympiques d'hiver de 1992, organisés à Albertville en France. Cette nation prend part aux Jeux olympiques d'hiver pour la seizième et dernière fois de son histoire. La délégation tchécoslovaque, formée de 74 athlètes (55 hommes et 19 femmes), remporte 3 médailles de bronze et se classe au dix-huitième rang du tableau des médailles.

## Médaillés
| Bronze           | Équipe de Tchécoslovaquie de hockey sur glace \| Patrik Augusta \| \| Drahomír Kadlec \| \| Bedřich Ščerban \| \| \| Petr Bříza \| \| Kamil Kašťák \| \| Jiří Šlégr \| \| \| Leo Gudas \| \| Robert Lang \| \| Richard Šmehlík \| \| \| Miloslav Hořava \| \| Igor Liba \| \| Róbert Švehla \| \| \| Petr Hrbek \| \| Ladislav Lubina \| \| Oldřich Svoboda \| \| \| Otakar Janecký \| \| František Procházka \| \| Radek Ťoupal \| \| \| Tomáš Jelínek \| \| Petr Rosol \| \| Peter Veselovský \| \| \| Richard Žemlička \| \| \| \| \| \| | Hockey sur glace    | Hommes                            |                  |  |
| Bronze           | Petr Barna | Patinage artistique | Simple hommes                     |                  |  |
| Bronze           | Tomáš Goder František Jež Jaroslav Sakala Jiří Parma | Saut à ski          | Grand tremplin par équipes hommes |                  |  |
| Patrik Augusta   | | Drahomír Kadlec     |                                   | Bedřich Ščerban  |  |
| Petr Bříza       | | Kamil Kašťák        |                                   | Jiří Šlégr       |  |
| Leo Gudas        | | Robert Lang         |                                   | Richard Šmehlík  |  |
| Miloslav Hořava  | | Igor Liba           |                                   | Róbert Švehla    |  |
| Petr Hrbek       | | Ladislav Lubina     |                                   | Oldřich Svoboda  |  |
| Otakar Janecký   | | František Procházka |                                   | Radek Ťoupal     |  |
| Tomáš Jelínek    | | Petr Rosol          |                                   | Peter Veselovský |  |
| Richard Žemlička | |                     |                                   |                  |  |